# مطار بطمان
مطار بطمان (بالتركية: Batman Havalimanı)‏ هو مطار في بطمان، تركيا.